# Lokrischer Modus

Bildliche Darstellung der lokrischen Tonleiter. (Erläuterung)

Der lokrische Modus, kurz Lokrisch (nach den Lokrern), seltener auch „hyperäolischer Modus“, ist ein moderner Modus, der im System der mittelalterlichen und frühneuzeitlichen Kirchentonarten nicht enthalten war. Er wurde in neuerer Zeit als „Vervollständigungsmodus“ hinzugefügt.
In seiner Tonleiter liegt ein Halbton zwischen der ersten und zweiten sowie der vierten und fünften Stufe, die anderen Intervalle sind Ganztonschritte. Sie kann gebildet werden, indem man von der natürlichen Molltonleiter die 2. und die 5. Stufe erniedrigt oder, beginnend auf h, auf einem Tasteninstrument nur die weißen Tasten verwendet. Damit ist die lokrische Skala der einzige Modus, der auf der fünften Stufe an Stelle einer reinen die dissonante verminderte Quinte enthält. 
Der lokrische Modus umfasst bei anders gelagerter Tonika und Dominante denselben Tonraum wie der hypophrygische Modus, der hypolokrische Modus umfasst denselben Tonraum wie der lydische Modus.

## Aktuelle Musikpraxis
In der Akkord-Skalen-Theorie des Jazz wird der locrian mode als harmonisch legitimierte Skala hauptsächlich mit halbverminderten Septakkorden in Verbindung gebracht. Dieser Akkordtyp (1, b3, b5, b7), zuzüglich seiner Optionstöne (b9, 11, b13) ist im Tonmaterial mit der Skala des Modus (1, b2=b9, b3, 4=11, b5, b6=b13, b7, 8) identisch. Diese findet daher z. B. in einer II-V-I-Verbindung in Moll ihre Anwendung.

## Hörbeispiel
Tonleiter in c-Lokrischⓘ